# Червоные Хатки
Черво́ные Ха́тки (укр. Червоні Хатки) (до 1939 — Дранецкие Хатки) — село на Украине, находится в Романовском районе Житомирской области.
Население по переписи 2001 года составляет 361 человек. Почтовый индекс — 13014. Телефонный код — 4146. Занимает площадь 10,67 км².

## Адрес местного совета
13002, Житомирская область, Романовский р-н, с. Червоные Хатки, ул. Весняна